# DIW Records
DIW Records is een Japans jazz- en avant-garde platenlabel.

## Geschiedenis
DIW Records is een sublabel van de firma Disc Union en is gespecialiseerd op de gebieden jazz en avant-gardemuziek. Producent van het label was Kazunori Sugiyama, die later met John Zorn het avant-garde-label Tzadik Records oprichtte. Bij DIW verschenen ook de eerste tien albums van Zorns Masada-project, zoals het album Masada: Alef en talrijke liveopnamen uit de New Yorkse club Soundscape, o.a. van Frank Lowe, Bill Laswells Material, Odean Pope, Arthur Rhames en het Sun Ra Arkestra. Enkele verdere vroege albums van Zorn werden bij het sublabel Avant van DIW uitgebracht.
DIW bracht sinds de jaren 1980 de muziek uit van het Art Ensemble of Chicago, van Rashied Ali, Geri Allen, Berlin Contemporary Jazz Orchestra, Marion Brown, Peter Brötzmann, George Cables, Steve Coleman, Stanley Cowell, Dave Douglas, Steve Grossman, Liberation Music Orchestra van Charlie Haden, John Hicks, ICP Orchestra, Clifford Jordan, Ronald Shannon Jackson, Harold Mabern, David Murray, het Music Revelation Ensemble, James Blood Ulmer, David S. Ware en James Williams. Bij DIW publiceerden ook muzikanten van het Japanse jazz- en improvisatiecircuit zoals Kaoru Abe, Toshinori Kondo, Masahri Yoshida, Otomo Yoshihide en Masayuki Takayanagi. Het label bracht ook enkele herpublicaties uit van oudere opnamen van Blossom Dearie uit 1963 (Sings Rootin' Songs) en van het Sunny Murray Trio met Albert Ayler en Don Cherry uit 1965.

## Enkele albums van het label
- 1965: Sonny Murray met Albert Ayler & Don Cherry: Sonny's Time Now
- 1981: James Williams: Meets the Saxophone Masters met Joe Henderson, George Coleman, Bill Pierce, James Genus, Tony Reedus
- 1981: Material: Live From Soundscape met Bill Laswell, Fred Frith
- 1982: Frank Lowe: Live From Soundscape met Butch Morris, Amina Claudine Myers, Wilber Morris
- 1985: John Hicks Trio met David Murray: Sketches Of Tokyo
- 1988: Phalanx (George Adams, James Blood Ulmer, Sirone, Rashied Ali): In Touch
- 1990: Art Ensemble of Chicago: The Alternative Express
- 1990: David Murray: Special Quartet, Fast Life, 1993
- 1990: Geri Allen/Charlie Haden/Paul Motian: Live At The Village Vanguard
- 1990: Stanley Cowell Trio: Close To You Alone
- 1991: "David Murray and Milford Graves: Real Deal
- 1991: George Cables: Night And Day
- 1993: Music Revelation Ensemble: In The Name Of...
- 1994: Masada: Masada: Alef
- 1996: Misha Mengelberg Trio: No Idea met Greg Cohen und Joey Baron
- 1996: Berlin Contemporary Orchestra; Live In Japan '96
- 1996: David S. Ware Quartet: Godspelized met Matthew Shipp, William Parker, Susie Ibarra
- 1996: Harold Mabern Trio: Mabern's Grooveyard
- 1997: Billy Harper: If Our Hearts Could Only See met Eddie Henderson, Francesca Tanksley
- 1997: Dave Douglas: Moving Portrait met Bill Carrothers, James Genus, Billy Hart
- 2000: Lee Konitz Trio met Greg Cohen & Joey Baron: Some New Stuff
- !!!!:  David Murray: Lovers (DIW 814; 1988); Tenors (DIW 881; 1988); Ballads (DIW 840; 1988); Spirituals (DIW 841; 1988); Ballads For Bass Clarinet (DIW 880; 1991); David Murray Big Band gedirigeerd door Lawrence  'Butch' Morris (DIW-851, 1991)